# Ернст VII фон Глайхен-Тона
Ернст VII фон Глайхен-Тона (на немски: Ernst VII von Gleichen-Tonna; † между 27 август 1414/19 януари 1415) е граф на Глайхен-Тона.

## Произход
Той е син на граф Хайнрих VI фон Глайхен-Tona († 1378 /1379) и съпругата му Юта фон Кверфурт († 1370), дъщеря на Бруно III фон Кверфурт († 1367) и Мехтилд фон Барби-Мюлинген (* ок. 1278). Брат му Хайнрих VII фон Глайхен-Хаймбург († 1415) е граф на Глайхен-Хаймбург.

## Фамилия
Първи брак: пр. 29 ноември 1386 г. с Агнес фон Барби-Мюлинген († пр. 25 април 1395), дъщеря на граф Гюнтер IV/II фон Барби-Мюлинген († 1404) и Констанция († 1372). Те имат вероятно децата:
- Фридрих фон Глайхен († 15 юни 1426), убит в битката при Аусиг, женен за Мехтилдис
- Ервин IV фон Глайхен († 15 юни 1426), убит в битката при Аусиг

Втори брак: на 25 април 1395 г. с Елизабет фон Валдек († сл. 22 юли 1423), вдовица на граф Херман III фон Еверщайн-Поле († 1393/1395), дъщеря на граф Хайнрих VI фон Валдек 'Железния' († 1397) и Елизабет фон Юлих-Берг († сл. 1388). Те имат децата:
- Адолф I фон Глайхен-Тона († 1 октомври или 6 октомври 1456, Прусия), граф на Глайхен в Тона, женен 1434 г. за Агнес фон Хонщайн-Келбра-Хелдрунген († сл. 1458)
- Анна († ок. 1 декември 1435), омъжена 1431 г. за граф Фолрад II фон Мансфелд († 1450)